# インターナショナル・タッグ王座
インターナショナル・タッグ王座（インターナショナル・タッグおうざ）は、全日本プロレスが管理、PWFが認定している王座。
NWAの認可だったこともあり、日本国外ではNWAインターナショナル・タッグ王座（NWA International Tag Team Title）とも呼称されている。現在は世界タッグ王座を構成しているチャンピオンベルトの1つである。

## 歴史

### 日本定着前
日本プロレスがロサンゼルスのWWAに働きかけ、アメリカで創設された王座である。
1966年9月、フリッツ・フォン・ゲーリング&マイク・パドーシスが日本プロレス参戦前に、王者チームとして認定された。初代王者チームはアル・コステロ&ロイ・ヘファーナンのファビュラス・カンガルーズで、ゲーリング&パドーシスは第6代王者とされるが、ゲーリング組が来日するまでの変遷はフィクションと見られている。
ベルトのデザインは、鷲の大きさや羽根の開き方など多少の違いはあるものの、ベースはNWAアメリカス・ヘビー級王座のベルトとほとんど一緒となっており、これはカップやトロフィー、メダルなどを製造する浅草の松本微章工業の作品として知られる。日本プロレスはインタータッグ王座を新設するにあたって、同社製造のシングル王座のベルト（黒革に青字を張ったベルト）に少し似せた雰囲気の黒革のみのベルトを日本で作らせ、それをケースに入れて梱包し、羽田からロサンゼルスへ空輸する手続きをしたと、当時の日本プロレス経理担当者が語っている。
そのベルトをロサンゼルスで最初に巻いたのはザ・ビジランテス（ジェリー&ボビーのクリスティ・ブラザーズ）とされており、次にゲーリング&パドーシスに移動させるなどして、アメリカでの既製ベルトのように見せかけて箔を付けた。選手権の様子は東京スポーツのロサンゼルス特派員が随時、写真を日本に送って紙面に掲載した。南カリフォルニアを地盤とするWWAは、自分たちとは無関係なテリトリーのレスラーを使って、提携先だった日本プロレスのストーリー作成に協力していた。

### 日本定着後
1966年11月5日にジャイアント馬場&吉村道明がゲーリング&パドーシスを破って王者チームとなって以来、日本を代表するタッグ王座として幾多の名勝負を生んだ。
歴代王者には馬場&アントニオ猪木（BI砲）、馬場&坂口征二（東京タワーズ）、馬場&ジャンボ鶴田（BJ師弟コンビ）をはじめ、ディック・ザ・ブルーザー&クラッシャー・リソワスキー、ドリー・ファンク・ジュニア&テリー・ファンク（ザ・ファンクス）、大木金太郎&キム・ドク、タイガー・ジェット・シン&上田馬之助、ホーク・ウォリアー&アニマル・ウォリアー（ロード・ウォリアーズ）、鶴田&天龍源一郎（鶴龍コンビ）、長州力&谷津嘉章などの名コンビが名を連ね、挑戦者チームも、フリッツ・フォン・エリック&ワルドー・フォン・エリック（フォン・エリック・ブラザーズ）、スカル・マーフィー&ブルート・バーナード、ダスティ・ローデス&ディック・マードック（テキサス・アウトローズ）、キング・イヤウケア&ブル・ラモス（ザ・タイクーンズ）、アブドーラ・ザ・ブッチャー&キラー・トーア・カマタ、スタン・ハンセン&ブルーザー・ブロディ（ミラクルパワーコンビ）、ミル・マスカラス&ドス・カラス（マスカラス・ブラザーズ）、マイケル・ヘイズ&テリー・ゴディ（ファビュラス・フリーバーズ）などプロレス史上に残るタッグチームや、ハンス・シュミット&バディ・オースチン、マッドドッグ・バション&キラー・カール・コックス、ジン・キニスキー&ジョニー・バレンタイン、ブルーノ・サンマルチノ&キラー・コワルスキー、ビル・ロビンソン&ワフー・マクダニエルといった即席ながら強豪外国人同士のドリーム・チームまで、幾多の名レスラーや名コンビの名前が並んでいる。大木&ドクの戴冠時には、当時の国際プロレスの最強コンビだったラッシャー木村&グレート草津も挑戦した。
馬場&吉村の王座獲得から1973年4月までは日本プロレスの管理下にあったが、日本プロレス崩壊後の1973年5月から1975年2月まではファンクスがタイトルを保持し、本拠地のテキサス州アマリロや全日本プロレスにおいて防衛戦を行っていた。アマリロでは、1974年に馬場&パク・ソンやブラックジャック・マリガン&ブラックジャック・ランザ（ザ・ブラックジャックス）の挑戦を受けている。1975年2月5日、テキサス州サンアントニオで馬場&鶴田がファンクスを破って王座を奪取、以降は全日本プロレスのフラッグシップ・タッグタイトルとなった。1982年8月30・31日にプエルトリコのサンフアンで行われたNWA総会では「NWAは東洋シェアでの実績と信用を評価し、インターナショナル・ヘビー級王座、インターナショナル・タッグ王座、インターナショナル・ジュニアヘビー級王座の3つの王座は、今後はPWFと全日本プロレスに半永久的に管理および運営を一任する」という決定がなされ（総会に出席した馬場のコメント）、NWAから全日本プロレスに管理権を委託したことが正式に発表された。
昭和末期になるとシングル王座の三冠統一同様にタッグ王座も統一の機運となり、1988年、インターナショナル・タッグ王者のウォリアーズとPWF世界タッグ王者の鶴田&谷津（五輪コンビ）の間で統一戦が行われ、五輪コンビが勝ったことにより両王座は世界タッグ王座として統一された。
チャンピオンベルトは、王座設立から統一以降も使われ続け、2025年まで約60年間使用されてきた。2025年7月、老朽化などを理由に新ベルトへの移行が発表され、同月17日の後楽園ホール大会にて従来のインタータッグ王座ベルトをリニューアルしたものが王者チームに贈呈された（2013年に新調された三冠ヘビー級王座のベルトと異なり、一本化はされなかった）。

## 歴代王者（日本定着後）
| 歴代   | タッグチーム                                        | 防衛回数 | 獲得日付       | 獲得場所（対戦相手・その他） |
| ------ | --------------------------------------------------- | -------- | -------------- | --- |
| 第7代  | ジャイアント馬場&吉村道明                           | 6        | 1966年11月5日  | 蔵前国技館 |
| 第8代  | ビル・ワット&ターザン・タイラー                     | 0        | 1967年10月6日  | 福島県体育館 |
| 第9代  | ジャイアント馬場&アントニオ猪木                     | 0        | 1967年10月31日 | 大阪府立体育館 BI砲の初戴冠。 |
| 第10代 | ジャイアント馬場&アントニオ猪木                     | 11       | 1968年2月3日   | 大田区体育館 1月の広島での初防衛戦の際に猪木が雪害で会場入りできず王座空位になり、2度目の決定戦でクラッシャー・リソワスキー&ビル・ミラーを破ってBI砲が王座復帰。 |
| 第11代 | ウィルバー・スナイダー&ダニー・ホッジ               | 0        | 1969年1月9日   | 広島県立体育館 |
| 第12代 | ジャイアント馬場&アントニオ猪木                     | 4        | 1969年2月4日   | 札幌中島スポーツセンター |
| 第13代 | ディック・ザ・ブルーザー&クラッシャー・リソワスキー | 0        | 1969年8月11日  | 札幌中島スポーツセンター |
| 第14代 | ジャイアント馬場&アントニオ猪木                     | 14       | 1969年8月13日  | 大阪府立体育館 |
| 第15代 | ドリー・ファンク・ジュニア&テリー・ファンク         | 1        | 1971年12月7日  | 札幌中島スポーツセンター BI砲最後のタイトル戦。 |
| 第16代 | ジャイアント馬場&坂口征二                           | 2        | 1972年5月19日  | カリフォルニア州ロサンゼルス |
| 第17代 | 大木金太郎&坂口征二                                 | 1        | 1972年12月2日  | 蔵前国技館 馬場が日本プロレス退団により王座返上。 決定戦でジン・キニスキー&ボボ・ブラジルを破る。                                                                |
| 第18代 | ジョニー・バレンタイン&キラー・カール・クラップ     | 0        | 1973年2月23日  | 大阪府立体育館 |
| 第19代 | 大木金太郎&上田馬之助                               | 0        | 1973年3月6日   | 愛知県体育館 |
| 第20代 | フリッツ・フォン・エリック&キラー・カール・クラップ | 0        | 1973年4月18日  | 焼津市民体育館 |
| 第21代 | キラー・カール・クラップ&カール・フォン・スタイガー | 0        | 1973年4月      | エリックの王座返上によりクラップが新パートナーを指名。 |
| 第22代 | ドリー・ファンク・ジュニア&テリー・ファンク         | 不明     | 1973年5月26日  | テキサス州アマリロ |
| 第23代 | キラー・カール・コックス&サイクロン・ネグロ         | 不明     | 1973年8月29日  | テキサス州ラボック |
| 第24代 | ドリー・ファンク・ジュニア&テリー・ファンク         | 不明     | 1973年9月26日  | テキサス州ラボック |
| 第25代 | ジャイアント馬場&ジャンボ鶴田                       | 12       | 1975年2月5日   | テキサス州サンアントニオ |
| 第26代 | 大木金太郎&キム・ドク                               | 0        | 1976年10月28日 | 蔵前国技館 |
| 第27代 | ジャイアント馬場&ジャンボ鶴田                       | 2        | 1976年12月9日  | 日大講堂 |
| 第28代 | 大木金太郎&キム・ドク                               | 4        | 1977年11月7日  | ソウル |
| 第29代 | ジャイアント馬場&ジャンボ鶴田                       | 9        | 1978年5月11日  | 大阪府立体育館 |
| 第30代 | アブドーラ・ザ・ブッチャー&レイ・キャンディ         | 0        | 1979年10月12日 | 旭川市体育館 |
| 第31代 | ジャイアント馬場&ジャンボ鶴田                       | 19       | 1979年10月19日 | 郡山総合体育館 |
| 第32代 | スタン・ハンセン&ロン・バス                         | 0        | 1983年4月12日  | 愛媛県民館 |
| 第33代 | ジャイアント馬場&ジャンボ鶴田                       | 1        | 1983年4月17日  | 長崎国際体育館 |
| 第34代 | タイガー・ジェット・シン&上田馬之助                 | 0        | 1983年7月26日  | 福岡スポーツセンター |
| 第35代 | ジャイアント馬場&ジャンボ鶴田                       | 4        | 1983年8月1日   | 後楽園ホール |
| 第36代 | ジャンボ鶴田&天龍源一郎                             | 6        | 1984年9月3日   | 広島県立体育館 馬場が負傷のため1984年5月に王座返上。 ブルーザー・ブロディ&クラッシャー・ブラックウェルを破り新王者となる。                                       |
| 第37代 | 長州力&谷津嘉章                                     | 8        | 1986年2月5日   | 札幌中島体育センター |
| 第38代 | ジャンボ鶴田&天龍源一郎                             | 0        | 1987年2月5日   | 札幌中島体育センター |
| 第39代 | ロード・ウォリアーズ（ホーク&アニマル）             | 2        | 1987年3月12日  | 日本武道館 |
| 第40代 | ジャンボ鶴田&谷津嘉章                               | 0        | 1988年6月10日  | 日本武道館 鶴田&谷津が保持していたPWF世界タッグ王座との統合で世界タッグ王座に統一される。                                                                        |